# Lindsaea dimorpha
Lindsaea dimorpha är en ormbunkeart som beskrevs av Bailey. Lindsaea dimorpha ingår i släktet Lindsaea och familjen Lindsaeaceae. Inga underarter finns listade.